# Quest Corporation
Quest Corporation (クエスト?) fue una empresa japonesa de videojuegos fundada en 1988.
Quest es especialmente conocida por su saga de juegos de rol tácticos Ogre Battle aclamada por la crítica. En 1995, algunos miembros clave de Quest (Yasumi Matsuno, Hiroshi Minagawa y Akihiko Yoshida) dejaron la compañía para unirse a Square, donde desarrollaron Final Fantasy Tactics y Vagrant Story, y han trabajado en Final Fantasy XII como parte de Square Enix. En 2002, Quest fue adquirida por Square; aunque la compra reunió a algunos de los desarrolladores de Quest con sus antiguos compañeros de trabajo, probablemente marcó el final de la franquicia Ogre Saga puesto que en Square Enix el antiguo personal de Quest siguió trabajando en las secuelas de Final Fantasy Tactics, Final Fantasy Tactics Advance (2003) y Final Fantasy Tactics A2 (2007), mientras que el creador de Ogre Saga, Yasumi Matsuno, abandonó la compañía en 2005.

## Lista de juegos

### PC Engine
- 1991
  - Magical Chase

### Nintendo Entertainment System
- 1988
  - Daisenryaku

- 1989
  - Maharaja

- 1990
  - Conquest of the Crystal Palace
  - Dungeon Kid
  - Musashi no Bouken

### Game Boy
- 1990
  - Battle Ping Pong
- 1991
  - Legend: Ashita heno Tsubasa
- 1994
  - Taiyou no Tenshi Maro: O Hanabatake wa Dai-Panic

### TurboGrafx 16
- 1991
  - Magical Chase

### Super Nintendo Entertainment System
- 1993
  - Ogre Battle: March of the Black Queen
- 1995
  - Tactics Ogre: Let Us Cling Together

### Sega Saturn
- 1996
  - Ogre Battle: March of the Black Queen (desarrollado y publicado por Riverhillsoft)
  - Tactics Ogre: Let Us Cling Together (desarrollado y publicado por Riverhillsoft)

### PlayStation
- 1997
  - Ogre Battle: Limited Edition (desarrollado y publicado por Artdink)
  - Tactics Ogre: Let Us Cling Together (desarrollado y publicado por Artdink)

### Nintendo 64
- 1999
  - Ogre Battle 64: Person of Lordly Caliber

### Game Boy Color
- 2000
  - Magical Chase (desarrollado y publicado por Riverhillsoft)

### Neo-Geo Pocket Color
- 2000
  - Ogre Battle: Legend of the Zenobia Prince (desarrollado y publicado por SNK)

### Game Boy Advance
- 2002
  - Tactics Ogre: The Knight of Lodis

### Wii
- 2008
  - Ogre Battle: March of the Black Queen (Consola Virtual)